# Marian Keyes
Marian Keyes (Limerick, 10 settembre 1963) è una scrittrice irlandese.

## Biografia
Nata a Limerick nel 1963 e cresciuta a Cavan, Cork, Galway e Dublino, si è laureata in legge alla University College Dublin e nel 1986 si è trasferita a Londra.
Durante questo periodo ha cominciato a soffrire di depressione e ad avere problemi di alcolismo e, dopo un tentativo di suicidio quando aveva 30 anni, è stata indirizzata dai genitori in una clinica in Irlanda per disintossicarsi.
Tornata a Londra, ha iniziato a scrivere racconti e, dietro incoraggiamento della piccola casa editrice irlandese "Poolbeg Press", il suo primo romanzo, Watermelon, pubblicato nel 1995.
In seguito ha dato alle stampe numerosi romanzi e saggi appartenenti prevalentemente al genere chick lit tradotti in 36 lingue e venduti in più di 30 milioni di copie nel mondo.
Le sue opere hanno fornito il soggetto per film e serie televisive e sono state insignite di diversi riconoscimenti tra i quali alcuni Irish Book Awards.

## Vita privata
Sposata dal 1995 con Tony Baines, vive e lavora a Dún Laoghaire.

## Opere

### Serie Famiglia Walsh
- Watermelon (1995)
- Rachel's Holiday (1998)
- Baci da Malibu (Angels, 2002), Milano, Sperling & Kupfer, 2004 traduzione di Alessandra Petrelli ISBN 88-200-3720-3.
- Speranze e bugie (Anybody Out There?), Milano, Sperling & Kupfer, 2006 traduzione di Olivia Crosio ISBN 88-200-4157-X.
- The Mystery of Mercy Close (2012)
- Mammy Walsh's A–Z of the Walsh Family (2012)
- Again, Rachel (2022)

### Romanzi
- Lucy Sullivan Is Getting Married (1996)
- Last Chance Saloon (1999)
- Sushi per principianti (Sushi for Beginners, 2000), Milano, Sperling & Kupfer, 2003 traduzione di Alessandra Petrelli ISBN 88-200-3561-8.
- No Dress Rehearsal (2000)
- Nemiche del cuore (The Other Side of the Story, 2004), Milano, Sperling & Kupfer, 2005 traduzione di Sara Cicala ISBN 88-200-3948-6.
- Nothing Bad ever Happens in Tiffany's (2005)
- Amare mister bastardo (This Charming Man), Milano, Sperling & Kupfer, 2008 traduzione di Sara Cicala e e Marina Deppisch ISBN 978-88-200-4568-5.
- The Brightest Star in the Sky (2009)
- The Woman Who Stole My Life (2014)
- The Break (2017)
- Grown Ups (2020)

### Saggi
- Under the Duvet (2001)
- Further under the Duvet (2005)
- Saved by Cake (2012)
- Making It Up As I Go Along (2016)

## Adattamenti cinematografici
- Il club delle promesse (Au secours, j'ai trente ans!), regia di Marie-Anne Chazel (2004) dal romanzo Last Chance Saloon

## Adattamenti televisivi
- Lucy Sullivan Is Getting Married serie TV (1999-200)
- Watermelon film TV, regia di Kieron J. Walsh (2003)

## Premi e riconoscimenti

### Vincitrice
Irish Book Awards
- 2009 nella categoria "Libro di narrativa popolare" con Amare mister bastardo
- 2016 nella categoria "Saggio popolare" con Making It Up As I Go Along
- 2017 nella categoria "Libro di narrativa popolare" con The Break
- 2021 nella categoria "Autore dell'anno"
- 2022 nella categoria "Libro di narrativa popolare" con Again, Rachel[10]

### Finalista
Bollinger Everyman Wodehouse Prize
- 2012 con Again, Rachel[11]